# Solenostoma borgenii
Solenostoma borgenii là một loài rêu tản trong họ Jungermanniaceae. Loài này được (Gottsche) Stephani miêu tả khoa học lần đầu tiên năm 1901.